# Estação de Stroud Wallgate
A Estação ferroviária de Stroud Wallgate servia a cidade de Stroud, em Gloucestershire, Inglaterra. A estação funcionava com apenas 2 km desde Dudbrigde. Estava ligada à ainda utilizada Estação de Stroud da Great Western Railway. A junho de 1947 os serviços de passageiros foram suspensos por razões económicas, e oficialmente retirados a 8 de junho de 1949.